# عمار الجمل
عمار الجمل (عربی: عمار الجمل؛ زاده ۲۰ آوریل ۱۹۸۷) یک بازیکن فوتبال اهل تونس است.

## تیم ملی
وی همچنین در تیم ملی فوتبال تونس بازی کرده‌است.